# Rod Johnson (cầu thủ bóng đá)
Rodney Johnson (8 tháng 1 năm 1945 – tháng 12 năm 2019) là một cầu thủ bóng đá người Anh thi đấu ở vị trí tiền vệ.

## Sự nghiệp
Sinh ra ở Leeds, Johnson thi đấu cho Leeds United, Doncaster Rovers, Rotherham United, Bradford City và Gainsborough Trinity.
Ông từng là tuyển thủ trẻ quốc gia Anh.
Ông mất vào tháng 12 năm 2019, thọ 74 tuổi.